# 孫復
孫復（992年—1057年），字明復，號富春，晉州平陽（今山西臨汾）人。世稱泰山先生。

## 生平
父早亡，幼貧，力學不輟，進士不第，隱居泰山，石介等皆師事之。為范仲淹等推重，任秘書省校書郎、國子監直講，官至殿中丞。生平提倡“以仁義禮樂為學”，與胡瑗、石介並稱“宋初三先生”。孫復寫了一篇《春秋尊王發微》，為維護封建統治做了有力的辯護。孫復是無神論者，反對佛、道，直斥為“去君臣之禮，絕父子之戚，滅夫婦之義”，批判佛老的虛無、輪迴之說。歐陽修曾說：“師道廢久矣！自明道、景祐以來，學者有師，惟先生（胡瑗）暨泰山孫明復、石守道三人”。《宋史》本傳云，“泰山先生授學不如安定先生，然治經勝之，頗有陸淳之風，然又增新意。”
天聖六年（1028年），范仲淹講學應天書院，《車軒筆錄》記載范仲淹曾兩次接濟他，讓他得以安心研讀《春秋》，范仲淹後來感嘆說：“貧之為累大矣，倘索米至老，則才如明復，猶將汩沒而不見也！”。仁宗嘉祐二年（1057年）卒。著有《周易口義》、《春秋尊王發微》、《睢陽子集》，今集成《孫明復小集》。